# Ladies European Tour
Il Ladies European Tour è un tour professionistico di golf femminile fondato nel 1978. Avente sede presso il Buckinghamshire Golf Club, nei pressi di Londra, è dedicato principalmente a giocatrici europee con tornei che si svolgono in cinque continenti diversi (Europa, Oceania, Asia, Africa e America del Nord).
La prima edizione del torneo risale al 1979. La golfista più titolata è l'inglese Laura Davies, vincitrice di 45 tornei del Ladies European Tour.

## Storia
Il golf femminile in Europa spopolò solamente diverso tempo dopo la creazione dell'LPGA negli Stati Uniti d'America. Nel 1978 fu fondata la Women's Professional Golfers' Association (o semplicemente WPGA), sottostante alla più grande Professional Golfers' Association operativa nel Regno Unito. L'anno seguente venne quindi istituito un tour avente come sponsor principale la Carlsberg e comprendente 12 tornei (da 36 buche), tra cui il Women's British Open. Per le sue prime due stagioni i campi del Tour erano classificati per 36 colpi, poi aumentati a 54; anche il montepremi subì un aumento, passando dalle 80000 sterline iniziali alle 250000 del 1981, a costo tuttavia della perdita di tornei e sponsorizzazioni importanti. Al termine della stagione 1981 finì la collaborazione con Carlsberg, e malgrado un iniziale ottimismo, il Ladies European Tour conobbe un periodo di crisi culminato nella cancellazione di ulteriori tappe. Nella seconda parte degli anni ottanta il circuito si ritrovò con soli 10 tornei rimasti e il suo futuro fu messo in discussione.
Per ovviare alla crisi e alla sua ormai scarsa visibilità, nel 1988 i principali esponenti della dirigenza decisero di creare un organo indipendente, il Women Professional Golfers' European Tour Limited: la nuova entità cambiò poi sede principale, trasferendosi dal The Belfry (condiviso con il PGA) al Tytherington Club di Cheshire. Nel 1998 il Tour assunse il nome di European Ladies' Professional Golf Association Limited e quindi di Ladies European Tour Limited nel luglio 2000. Nel 2008 l'organo cambiò nuovamente quartier generale, questa volta stabilendosi al Buckinghamshire Golf Club, nei pressi di Londra. Nel 2010 il Tour annunciò la creazione della LET Access Series (LETAS), il suo circuito di sviluppo ufficiale.
Nel gennaio 2020 il Ladies European Tour entrò in una joint venture con l'LPGA Tour, con l'obbiettivo di far crescere ulteriormente il golf professionistico femminile nel mondo: il Ladies European Golf Venture Limited divenne l'organo centrale del consiglio di amministrazione e fu affiancato da rappresentanti di altre realtà quali LPGA Tour, PGA European Tour e The R&A.

## Cronistoria e montepremi
| Anno | Numero di tornei | Stato | Montepremi totale in (€)  |
| ---- | ---------------- | ----- | ------------------------- |
| 2022 | 34               | 22    | €5,375,000+ US$24,700,000 |
| 2021 | 23               | 15    |                           |
| 2020 | 24               | 18    | 17,834,000                |
| 2019 | 20               | 13    |                           |
| 2018 | 15               | 9     | 11,486,888                |
| 2017 | 16               | 11    |                           |
| 2016 | 21               | 15    | 14,063,149                |
| 2015 | 20               | 14    | 12,638,013                |
| 2014 | 23               | 18    | 11,502,840                |
| 2013 | 22               | 17    | 10,870,618                |
| 2012 | 24               | 19    | 11,806,680                |
| 2011 | 25               | 20    | 11,182,500                |
| 2010 | 25               | 21    | 11,055,525                |
| 2009 | 21               | 16    | 9,940,358                 |
| 2008 | 28               | 21    | 11,647,814                |
| 2007 | 24               | 18    | 10,563,950                |
| 2006 | 20               | 16    | 9,674,536                 |
| 2005 | 18               | 14    | 7,875,255                 |
| 2004 | 15               | 10    | 7,298,245                 |
| 2003 | 14               | 10    | 7,442,162                 |
| 2002 | 14               | 10    | 7,626,724                 |

## Vincitori dell'ordine di merito e dei premi stagionali
L'"Ordine al merito" viene assegnato al primo vincitore in denaro del tour, anche se per alcuni anni in passato è stato utilizzato un sistema a punti. Il premio "Player's Player of the Year" viene votato dai membri del Tour per il membro che ritengono abbia contribuito maggiormente alla stagione del Tour. Il Rookie of the Year (noto come Bill Johnson Trophy dal 1999 al 2003 e ora Ryder Cup Wales Rookie of the Year) viene assegnato al miglior giocatore del primo anno nella classifica Ordine di Merito.
| Anno | Ordine di Merito        | Ordine di Merito | Player of the Year      | Rookie of the Year      | Media dei colpi più bassa | Media dei colpi più bassa |
| ---- | ----------------------- | ---------------- | ----------------------- | ----------------------- | ------------------------- | ------------------------- |
| 2022 | Linn Grant              | 3624.91 pts      | Linn Grant              | Linn Grant              | Maja Stark                | 69.27                     |
| 2021 | Atthaya Thitikul        | 3591.96 pts      | Atthaya Thitikul        | Atthaya Thitikul        | Leona Maguire             | 69.50                     |
| 2020 | Emily Kristine Pedersen | 1249.35 pts      | Emily Kristine Pedersen | Stephanie Kyriacou      | Emily Kristine Pedersen   | 70.40                     |
| 2019 | Esther Henseleit        | 743.06 pts       | Marianne Skarpnord      | Esther Henseleit        | Carlota Ciganda           | 69.08                     |
| 2018 | Georgia Hall            | 667.73 pts       | Georgia Hall            | Julia Engström          | Carlota Ciganda           | 69.31                     |
| 2017 | Georgia Hall            | €368,935         | Georgia Hall            | Camille Chevalier       | Anna Nordqvist            | 68.18                     |
| 2016 | Beth Allen              | €313,079         | Beth Allen              | Aditi Ashok             | Shanshan Feng             | 68.80                     |
| 2015 | Shanshan Feng           | €399,213         | Nicole Broch Larsen     | Emily Kristine Pedersen | Shanshan Feng             | 69.78                     |
| 2014 | Charley Hull            | €263,097         | Charley Hull            | Amy Boulden             | Suzann Pettersen          | 70.25                     |
| 2013 | Suzann Pettersen        | €518,448         | Lee-Anne Pace           | Charley Hull            | Suzann Pettersen          | 68.20                     |
| 2012 | Carlota Ciganda         | €251,290         | Carlota Ciganda         | Carlota Ciganda         | Shanshan Feng             | 69.00                     |
| 2011 | Ai Miyazato             | €363,080         | Caroline Hedwall        | Caroline Hedwall        | Suzann Pettersen          | 69.36                     |
| 2010 | Lee-Anne Pace           | €339,518         | Lee-Anne Pace           | I.K. Kim                | Suzann Pettersen          | 69.75                     |
| 2009 | Sophie Gustafson        | €281,315         | Catriona Matthew        | Anna Nordqvist          | Catriona Matthew          | 70.83                     |
| 2008 | Gwladys Nocera          | €391,840         | Gwladys Nocera          | Melissa Reid            | Suzann Pettersen          | 68.60                     |
| 2007 | Sophie Gustafson        | €222,081         | Bettina Hauert          | Louise Stahle           | Sophie Gustafson          | 70.96                     |
| 2006 | Laura Davies            | €471,727         | Gwladys Nocera          | Nikki Garrett           | Annika Sörenstam          | 68.33                     |
| 2005 | Iben Tinning            | €204,672         | Iben Tinning            | Elisa Serramià          | Laura Davies              | 70.35                     |
| 2004 | Laura Davies            | 777.26 pts       | Stéphanie Arricau       | Minea Blomqvist         | Laura Davies              | 70.31                     |
| 2003 | Sophie Gustafson        | 917.95 pts       | Sophie Gustafson        | Rebecca Stevenson       | Sophie Gustafson          | 69.93                     |
| 2002 | Paula Martí             | 6,589 pts        | Annika Sörenstam        | Kirsty S. Taylor        | Sophie Gustafson          | 70.59                     |
| 2001 | Raquel Carriedo         | 10,661 pts       | Raquel Carriedo         | Suzann Pettersen        | Catriona Matthew          | 70.08                     |
| 2000 | Sophie Gustafson        | 8,777 pts        | Sophie Gustafson        | Giulia Sergas           | Sophie Gustafson          | 71.21                     |
| 1999 | Laura Davies            | £204,522         | Laura Davies            | Elaine Ratcliffe        | Laura Davies              | 70.50                     |
| 1998 | Helen Alfredsson        | £125,975         | Sophie Gustafson        | Laura Diaz              | Laura Davies              | 71.96                     |
| 1997 | Alison Nicholas         | £94,590          | Alison Nicholas         | Anna Berg               | Marie-Laure de Lorenzi    | 72.20                     |
| 1996 | Laura Davies            | £110,880         | Laura Davies            | Anne-Marie Knight       | Marie-Laure de Lorenzi    | 71.39                     |
| 1995 | Annika Sörenstam        | £130,324         | Annika Sörenstam        | Karrie Webb             | Annika Sörenstam          | 69.75                     |
| 1994 | Liselotte Neumann       | £102,750         | n/a                     | Tracy Hanson            | Liselotte Neumann         | 69.56                     |
| 1993 | Karen Lunn              | £81,266          | n/a                     | Annika Sörenstam        | Laura Davies              | 71.63                     |
| 1992 | Laura Davies            | £66,333          | n/a                     | Sandrine Mendiburu      | Laura Davies              | 70.35                     |
| 1991 | Corinne Dibnah          | £89,058          | n/a                     | Helen Wadsworth         | Alison Nicholas           | 71.71                     |
| 1990 | Trish Johnson           | £83,043          | n/a                     | Pearl Sinn              | Trish Johnson             | 70.64                     |
| 1989 | Marie-Laure de Lorenzi  | £77,534          | n/a                     | Helen Alfredsson        | Marie-Laure de Lorenzi    | 70.84                     |
| 1988 | Marie-Laure de Lorenzi  | £109,360         | n/a                     | Laurette Maritz         | Marie-Laure de Lorenzi    | 72.30                     |
| 1987 | Dale Reid               | £53,815          | n/a                     | Trish Johnson           | Dale Reid                 | 72.70                     |
| 1986 | Laura Davies            | £37,500          | n/a                     | Patricia González       | Laura Davies              | 72.09                     |
| 1985 | Laura Davies            | £21,735          | n/a                     | Laura Davies            |                           |                           |
| 1984 | Dale Reid               | £28,239          | n/a                     | Kitrina Douglas         | Dale Reid                 | 73.01                     |
| 1983 | Muriel Thomson          | £9,225           | n/a                     | n/a                     | Beverly Huke              | 74.98                     |
| 1982 | Jenny Lee Smith         | £12,551          | n/a                     | n/a                     | n/a                       |                           |
| 1981 | Jenny Lee Smith         | £13,518          | n/a                     | n/a                     | n/a                       |                           |
| 1980 | Muriel Thomson          | £8,008           | n/a                     | n/a                     | n/a                       |                           |
| 1979 | Catherine Panton        | £4,965           | n/a                     | n/a                     | n/a                       |                           |